# Amalophyllon albiflorum
Amalophyllon albiflorum är en tvåhjärtbladig växtart som beskrevs av Boggan och L.E. Skog. Amalophyllon albiflorum ingår i släktet Amalophyllon och familjen Gesneriaceae. Inga underarter finns listade i Catalogue of Life.